# Platyisao holodividum
Platyisao holodividum is een vlokreeft uit de familie Platyischnopidae. De wetenschappelijke naam van de soort werd in 2014 gepubliceerd door Ignacio L. Chiesa & Gloria M. Alonso.